# Oreotrochilus leucopleurus
Oreotrochilus leucopleurus là một loài chim trong họ Chim ruồi.